# Melle (Deux-Sèvres)
Pour les articles homonymes, voir Melle.
Ne doit pas être confondu avec Mellé.
Melle est une commune nouvelle française résultant de la fusion au 1er janvier 2019 des communes de Mazières-sur-Béronne, Melle, Paizay-le-Tort, Saint-Léger-de-la-Martinière et Saint-Martin-lès-Melle, située dans le département des Deux-Sèvres en région Nouvelle-Aquitaine.

## Géographie

### Climat
Le climat qui caractérise la commune est qualifié, en 2010, de « climat océanique franc », selon la typologie des climats de la France qui compte alors huit grands types de climats en métropole. En 2020, la commune ressort du type « climat océanique » dans la classification établie par Météo-France, qui ne compte désormais, en première approche, que cinq grands types de climats en métropole. Ce type de climat se traduit par des températures douces et une pluviométrie relativement abondante (en liaison avec les perturbations venant de l'Atlantique), répartie tout au long de l'année avec un léger maximum d'octobre à février.
Les paramètres climatiques qui ont permis d’établir la typologie de 2010 comportent six variables pour les températures et huit pour les précipitations, dont les valeurs correspondent à la normale 1971-2000. Les sept principales variables caractérisant la commune sont présentées dans l'encadré ci-après.
| Paramètres climatiques communaux sur la période 1971-2000 - Moyenne annuelle de température : 12 °C - Nombre de jours avec une température inférieure à −5 °C : 2,2 j - Nombre de jours avec une température supérieure à 30 °C : 6,1 j - Amplitude thermique annuelle : 14,8 °C - Cumuls annuels de précipitation : 887 mm - Nombre de jours de précipitation en janvier : 12,4 j - Nombre de jours de précipitation en juillet : 6,9 j |

Avec le changement climatique, ces variables ont évolué. Une étude réalisée en 2014 par la Direction générale de l'Énergie et du Climat complétée par des études régionales prévoit en effet que la  température moyenne devrait croître et la pluviométrie moyenne baisser, avec toutefois de fortes variations régionales. La station météorologique de Météo-France installée sur la commune et mise en service en 1989 permet de connaître en continu l'évolution des indicateurs météorologiques. Le tableau détaillé pour la période 1981-2010 est présenté ci-après.
| Mois                                  | jan.            | fév.             | mars           | avril           | mai            | juin          | jui.           | août           | sep.          | oct.          | nov.             | déc.             | année      |
| ------------------------------------- | --------------- | ---------------- | -------------- | --------------- | -------------- | ------------- | -------------- | -------------- | ------------- | ------------- | ---------------- | ---------------- | ---------- |
| Température minimale moyenne (°C)     | 2,7             | 2,5              | 4,6            | 6               | 10             | 12,6          | 14,3           | 14,5           | 11,7          | 9,6           | 5,3              | 2,8              | 8,1        |
| Température moyenne (°C)              | 5,4             | 6,1              | 9              | 10,9            | 15,2           | 18,2          | 20,2           | 20,5           | 17,1          | 13,7          | 8,5              | 5,6              | 12,6       |
| Température maximale moyenne (°C)     | 8,2             | 9,7              | 13,4           | 15,7            | 20,4           | 23,8          | 26,2           | 26,5           | 22,5          | 17,7          | 11,8             | 8,4              | 17,1       |
| Record de froid (°C) date du record   | −10 02.01.1997  | −11,4 12.02.1991 | −13,9 01.03.05 | −3,3 21.04.1991 | 0,1 08.05.1997 | 3 07.06.1989  | 6,3 04.07.1990 | 7,1 28.08.1996 | 1,9 18.09.01  | −1,9 25.10.03 | −11,5 22.11.1993 | −10,3 29.12.1996 | −13,9 2005 |
| Record de chaleur (°C) date du record | 16,5 13.01.1993 | 23,7 27.02.19    | 25,7 20.03.05  | 29,6 30.04.05   | 32,9 29.05.01  | 38,1 30.06.15 | 39,8 23.07.19  | 40 09.08.03    | 35,3 14.09.20 | 29,9 02.10.11 | 23,2 08.11.15    | 19,1 07.12.00    | 40 2003    |
| Précipitations (mm)                   | 81,4            | 71               | 65,8           | 76,9            | 62,5           | 57,7          | 58             | 53,3           | 65,7          | 89,6          | 100,9            | 103,8            | 886,6      |

## Urbanisme

### Typologie
Au 1er janvier 2024, Melle est catégorisée bourg rural, selon la nouvelle grille communale de densité à sept niveaux définie par l'Insee en 2022.
Elle appartient à l'unité urbaine de Melle, une unité urbaine monocommunale constituant une ville isolée,. Par ailleurs la commune fait partie de l'aire d'attraction de Melle, dont elle est la commune-centre,. Cette aire, qui regroupe 6 communes, est catégorisée dans les aires de moins de 50 000 habitants,.

### Risques majeurs
Le territoire de la commune de Melle est vulnérable à différents aléas naturels : météorologiques (tempête, orage, neige, grand froid, canicule ou sécheresse), inondations, mouvements de terrains et séisme (sismicité modérée). Il est également exposé à deux risques technologiques,  le transport de matières dangereuses et  le risque industriel, et à deux risques particuliers : le risque minier et le risque de radon. Un site publié par le BRGM permet d'évaluer simplement et rapidement les risques d'un bien localisé soit par son adresse soit par le numéro de sa parcelle.

#### Risques naturels
Certaines parties du territoire communal sont susceptibles d’être affectées par le risque d’inondation par débordement de cours d'eau, notamment la Béronne, la Berlande et la Légère. La commune a été reconnue en état de catastrophe naturelle au titre des dommages causés par les inondations et coulées de boue survenues en 1982, 1993, 1999 et 2010,.

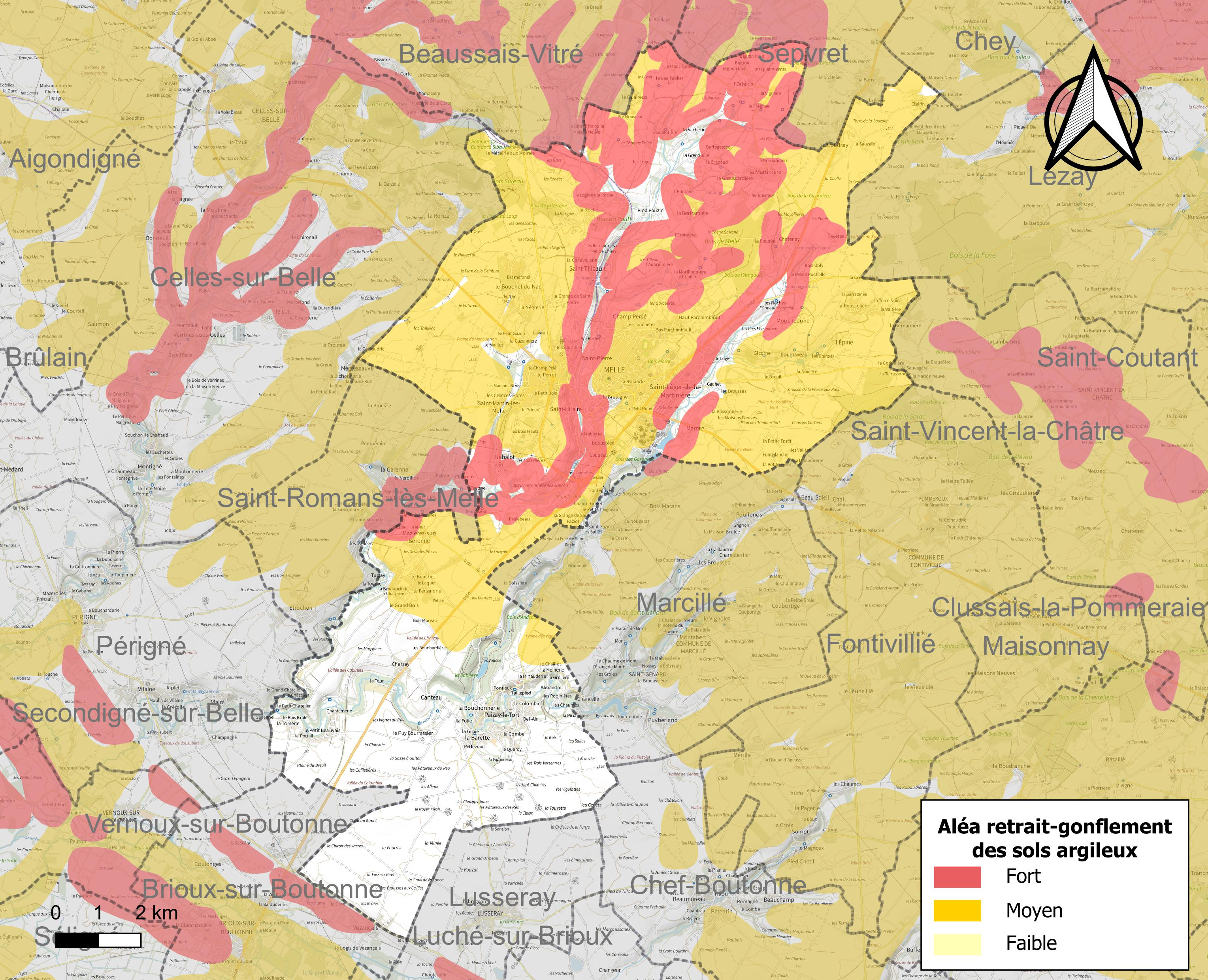
Carte des zones d'aléa retrait-gonflement des sols argileux de Melle.

Les mouvements de terrains susceptibles de se produire sur la commune sont des tassements différentiels. Le retrait-gonflement des sols argileux est susceptible d'engendrer des dommages importants aux bâtiments en cas d’alternance de périodes de sécheresse et de pluie. 68,3 % de la superficie communale est en aléa moyen ou fort (54,9 % au niveau départemental et 48,5 % au niveau national). Depuis le 1er octobre 2020, en application de la loi ELAN, différentes contraintes s'imposent aux vendeurs, maîtres d'ouvrages ou constructeurs de biens situés dans une zone classée en aléa moyen ou fort,.
La commune a été reconnue en état de catastrophe naturelle au titre des dommages causés par la sécheresse en 1989, 1996, 2003, 2009, 2011 et 2017 et par des mouvements de terrain en 1999 et 2010.

#### Risque technologique
La commune est exposée au risque industriel du fait de la présence sur son territoire d'une entreprise soumise à la directive européenne SEVESO, classée seuil haut : Rhodia Opérations (activités soumises à autorisation pour l'emploi ou le stockage de liquides inflammables et de produits de toxicité aiguë),.

#### Risques particuliers
Les anciennes exploitations de plomb argentifère de Melle ont été exploitées approximativement de l’an 600 à l’an 1000 afin d’extraire du minerai de plomb argentifère. Les quantités exploitées sont estimées à 750 000 tonnes de plomb et 14 000 tonnes d’argent réparties sur une surface d’environ 47 km2. La commune est dès lors concernée par le risque minier, principalement lié à l’évolution des cavités souterraines laissées à l’abandon et sans entretien après l’exploitation de ces mines.
Dans plusieurs parties du territoire national, le radon, accumulé dans certains logements ou autres locaux, peut constituer une source significative d’exposition de la population aux rayonnements ionisants. Selon la classification de 2018, la commune de Melle est classée en zone 3, à savoir zone à potentiel radon significatif.

### Transports
La commune n'est pas accessible en train. Cependant, la commune est reliée à Niort par autocar. Melle est accessible par la D 910 : elle permet de relier Saint-Jean-d'Angély à Poitiers. Il y a aussi la D 948 qui permet de relier Niort à Melle.

## Histoire
La commune est le siège des Mines d'argent des Rois Francs. Il y a  un musée de site.
La commune est créée au 1er janvier 2019 par un arrêté préfectoral du 27 juin 2018. Son chef-lieu est situé à Melle.

## Politique et administration

### Liste des maires
| Période                                  | Période     | Identité          | Étiquette     | Qualité |
| ---------------------------------------- | ----------- | ----------------- | ------------- | --- |
| 8 janvier 2019                           | 25 mai 2020 | Yves Debien       | PS            | Proviseur de lycée Maire de Melle (2008 → 2018)                                                                                                  |
| 25 mai 2020                              | En cours    | Sylvain Griffault | ECO (app. GÉ) | Directeur et régisseur du spectacle vivant, entrepreneur Maire délégué de Melle (2020 → ) 2e vice-président de la CC Mellois en Poitou (2020 → ) |
| Les données manquantes sont à compléter. |             |                   |               | |

### Communes déléguées
| Nom                          | Code Insee | Intercommunalité     | Superficie (km2) | Population (dernière pop. légale) | Densité (hab./km2) |
| ---------------------------- | ---------- | -------------------- | ---------------- | --------------------------------- | ------------------ |
| Melle (siège)                | 79174      | CC Mellois en Poitou | 9,76             | 3 607 (2015)                      | 370                |
| Mazières-sur-Béronne         | 79173      | CC Mellois en Poitou | 9,5              | 389 (2016)                        | 41                 |
| Paizay-le-Tort               | 79199      | CC Mellois en Poitou | 11,28            | 481 (2016)                        | 43                 |
| Saint-Léger-de-la-Martinière | 79264      | CC Mellois en Poitou | 25,64            | 967 (2016)                        | 38                 |
| Saint-Martin-lès-Melle       | 79279      | CC Mellois en Poitou | 9,16             | 873 (2016)                        | 95                 |

### Politique environnementale
Dans son palmarès 2024, le Conseil national de villes et villages fleuris de France a attribué deux fleurs à la commune.

## Population et société

### Démographie
L'évolution du nombre d'habitants est connue à travers les recensements de la population effectués dans la commune depuis sa création.

En 2022, la commune comptait 5 790 habitants, en évolution de −7,86 % par rapport à 2016 (Deux-Sèvres : +0,18 %, France hors Mayotte : +2,11 %).
| 2016  | 2021  | 2022  |
| ----- | ----- | ----- |
| 6 284 | 5 904 | 5 790 |

### Enseignement
La commune dispose de 6 écoles, d'un collège, mais aussi de deux lycées (un lycée général et technologique, et un lycée agricole). Il existe aussi un établissement privé qui accueille des élèves en difficulté.

### Manifestations culturelles et festivités
En juillet a lieu le festival de musique Boulevard du jazz.

## Culture locale et patrimoine

### Lieux et monuments
- Mines d'argent des Rois Francs
- Église Saint-Hilaire de Melle. L'édifice a été classé au titre des monuments historiques en 1914[34].
- Église Saint-Pierre de Melle. L'édifice a été classé au titre des monuments historiques en 1862[35].
- Église Saint-Savinien de Melle. L'édifice a été classé au titre des monuments historiques en 1914[36].
- Église Notre-Dame de la Cure. Elle est inscrite à l'Inventaire général du patrimoine culturel[37].

### Patrimoine culturel
La commune est une des étapes de la via Turonensis, ou voie de Tours, une des quatre voies du chemin de Saint-Jacques de Compostelle en France. Elle vient de Poitiers, pour aller en direction de Saintes, puis rejoindre Bordeaux et Saint-Jean-Pied-de-Port, avant de franchir la frontière espagnole.

### Patrimoine naturel
Situé au cœur d’une grande région d’élevage caprin, Melle est un lieu de passage incontournable pour les amateurs de fromages de chèvre.

### Personnalités liées à la commune
- Louis Jacques d'Abbaye (1735-1818), homme politique né à Melle, député du tiers état aux États généraux de 1789.
- Pierre-Jean-Baptiste Auguis, né le 19 octobre 1747  et décédé le 17 février 1810 à Melle, homme politique de la Révolution française.
- Achille-Henri Baubeau de Secondigné, né en 1844 à Melle, communard, journaliste.
- Léopold Goirand, juriste et homme politique né le 7 janvier 1845 à Melle (Deux-Sèvres) et décédé le 26 juin 1926 à Paris 8e.
- Edmond Jollit, homme politique né en 1886.
- Guy Texereau, athlète international français, né à Melle en 1935 et décédé en 2001, 7 fois champion de France du 3 000 m steeple entre 1960 et 1968, 1 fois du 10 000 m en 1963 et 1 fois du 5 000 m en 1965.
- Laurent Cantet, réalisateur et scénariste de cinéma et de télévision, né le 11 avril 1961 à Melle et mort le 25 avril 2024 à Paris.